# Francesc Francís
Francesc Francís (Perpinyà 1886 - 1973) fou un poeta i periodista nord-català.

## Biografia
El 1918 fundà amb Robert Subirós el periòdic La Renaissance Catalane (1918). Més tard fou secretari del grup catalanista La Colla del Rosselló i membre actiu de la Companyia dels Jocs Florals de la Ginesta d'Or. També col·laborà a L'Éveil Catalan (com a Pierre Francis) i a diverses revistes catalanes.
Posteriorment va fer nombrosos reportatges sobre la guerra civil espanyola de 1936-1939, raó per la qual li fou atorgada la creu de la Segona República Espanyola. A començaments dels anys seixanta fou un dels fundadors del Grup Rossellonès d'Estudis Catalans

## Obres

### Poesia
- Poemes de guerra (1915)[1]
- Les hores que passen (1917)
- Clarianes (inèdit)

### Novel·la en francès
- Rue du Jasmin, apareguda a L'Indépendant